# 니나 우사토바
니나 우사토바(러시아어: Ни́на Уса́това, 영어: Nina Usatova, 1951년 10월 1일 ~ )는 소련, 러시아의 배우이다.